# Championnat du Venezuela de football 2013-2014
Navigation
Saison 2012-2013 Saison 2014-2015
La saison 2013-2014 du championnat du Venezuela de football est la cinquante-huitième édition du championnat de première division professionnelle au Venezuela et la quatre-vingt-quatorzième saison du championnat national. 
Le championnat est scindé en deux tournois saisonniers où les dix-huit équipes engagées s'affrontent une seule fois. Le vainqueur de chaque tournoi participe à la finale nationale et obtient son billet pour la Copa Libertadores. Un classement cumulé des deux tournois permet de déterminer le troisième club participant à la Copa Libertadores, le premier club participant à la Copa Sudamericana (en compagnie du vainqueur de la Copa Venezuela), les clubs qualifiés pour les barrages de la Copa Sudamericana ainsi que les deux clubs relégués en Segunda A.
C'est le Zamora FC, tenant du titre, qui est à nouveau sacré à l'issue de la saison, après avoir remporté le Torneo Clausura puis avoir battu Mineros de Guayana lors de la finale nationale. C'est le second titre de champion du Venezuela de l'histoire du club.

## Les clubs participants
| - Aragua FC - Caracas FC - Mineros de Guayana - Trujillanos FC - Zulia FC - Atlético El Vigía - Carabobo FC - Promu de Segunda A - Deportivo Petare - Club Deportivo Lara | - Tucanes de Amazonas - Promu de Segunda A - Llaneros FC - Deportivo Táchira - Atlético Venezuela - Zamora FC - Yaracuyanos Fútbol Club - Deportivo La Guaira - Estudiantes de Mérida - Deportivo Anzoátegui |

## Compétition
Le barème utilisé pour établir les différents classements est le suivant :
- Victoire : 3 points
- Match nul : 1 point
- Défaite : 0 point

### Classement
| Rang | Équipe                | Pts | J  | G  | N  | P  | Bp | Bc | Diff |
| ---- | --------------------- | --- | -- | -- | -- | -- | -- | -- | ---- |
| 1    | Mineros de Guayana    | 38  | 17 | 11 | 5  | 1  | 28 | 15 | +13  |
| 2    | Caracas FC            | 35  | 17 | 10 | 5  | 2  | 30 | 15 | +15  |
| 3    | Zamora FCT            | 33  | 17 | 9  | 6  | 2  | 22 | 11 | +11  |
| 4    | Deportivo Anzoátegui  | 33  | 17 | 10 | 3  | 4  | 27 | 21 | +6   |
| 5    | Carabobo FCP          | 30  | 17 | 9  | 3  | 5  | 30 | 20 | +10  |
| 6    | Deportivo Táchira     | 29  | 17 | 8  | 5  | 4  | 31 | 18 | +13  |
| 7    | Atlético Venezuela    | 25  | 17 | 6  | 7  | 4  | 18 | 19 | -1   |
| 8    | Estudiantes de Mérida | 22  | 17 | 5  | 7  | 5  | 21 | 28 | -7   |
| 9    | Trujillanos FC        | 21  | 17 | 3  | 12 | 2  | 24 | 19 | +5   |
| 10   | Aragua FC             | 20  | 17 | 5  | 5  | 7  | 26 | 25 | +1   |
| 11   | Llaneros FC           | 19  | 17 | 5  | 4  | 8  | 21 | 25 | -4   |
| 12   | Zulia FC              | 19  | 17 | 4  | 7  | 6  | 18 | 22 | -4   |
| 13   | Deportivo Petare      | 18  | 17 | 3  | 9  | 5  | 14 | 19 | -5   |
| 14   | Tucanes de AmazonasP  | 17  | 17 | 4  | 5  | 8  | 23 | 28 | -5   |
| 15   | Club Deportivo Lara   | 15  | 17 | 4  | 3  | 10 | 13 | 23 | -10  |
| 16   | Atlético El Vigía     | 15  | 17 | 4  | 3  | 10 | 23 | 35 | -12  |
| 17   | Deportivo La Guaira   | 14  | 17 | 2  | 8  | 7  | 12 | 20 | -8   |
| 18   | Yaracuyanos FC        | 6   | 17 | 1  | 3  | 13 | 15 | 33 | -18  |

| Rang | Équipe                | Pts | J  | G  | N | P  | Bp | Bc | Diff |
| ---- | --------------------- | --- | -- | -- | - | -- | -- | -- | ---- |
| 1    | Zamora FCT            | 39  | 17 | 12 | 3 | 2  | 45 | 20 | +25  |
| 2    | Mineros de Guayana    | 37  | 17 | 11 | 4 | 2  | 28 | 12 | +16  |
| 3    | Deportivo Táchira     | 37  | 17 | 11 | 4 | 2  | 32 | 20 | +12  |
| 4    | Trujillanos FC        | 33  | 17 | 10 | 3 | 4  | 29 | 15 | +14  |
| 5    | Tucanes de AmazonasP  | 33  | 17 | 9  | 6 | 2  | 23 | 14 | +9   |
| 6    | Deportivo Anzoátegui  | 27  | 17 | 7  | 6 | 4  | 25 | 17 | +8   |
| 7    | Caracas FC            | 27  | 17 | 6  | 9 | 2  | 25 | 18 | +7   |
| 8    | Club Deportivo Lara   | 24  | 17 | 5  | 9 | 3  | 25 | 17 | +8   |
| 9    | Aragua FC             | 23  | 17 | 6  | 5 | 6  | 13 | 14 | -1   |
| 10   | Deportivo La Guaira   | 23  | 17 | 6  | 5 | 6  | 15 | 18 | -3   |
| 11   | Atlético Venezuela    | 22  | 17 | 5  | 7 | 5  | 14 | 20 | -6   |
| 12   | Carabobo FCP          | 19  | 17 | 5  | 4 | 8  | 17 | 22 | -5   |
| 13   | Deportivo Petare      | 17  | 17 | 4  | 5 | 8  | 14 | 20 | -6   |
| 14   | Zulia FC              | 15  | 17 | 4  | 3 | 10 | 22 | 31 | -9   |
| 15   | Llaneros FC           | 12  | 17 | 3  | 3 | 11 | 16 | 31 | -15  |
| 16   | Yaracuyanos FC        | 10  | 17 | 2  | 4 | 11 | 14 | 30 | -16  |
| 17   | Estudiantes de Mérida | 9   | 17 | 1  | 6 | 10 | 16 | 32 | -16  |
| 18   | Atlético El Vigía     | 9   | 17 | 3  | 0 | 14 | 14 | 36 | -22  |

### Classement cumulé
| Rang | Équipe                | Pts | J  | G  | N  | P  | Bp | Bc | Diff |
| ---- | --------------------- | --- | -- | -- | -- | -- | -- | -- | ---- |
| 1    | Mineros de Guayana    | 75  | 34 | 22 | 9  | 3  | 56 | 27 | +29  |
| 2    | Zamora FCT            | 72  | 34 | 21 | 9  | 4  | 67 | 31 | +36  |
| 3    | Deportivo Táchira     | 66  | 34 | 19 | 9  | 6  | 63 | 38 | +25  |
| 4    | Caracas FCC           | 62  | 34 | 16 | 14 | 4  | 55 | 33 | +22  |
| 5    | Deportivo Anzoátegui  | 60  | 34 | 17 | 9  | 8  | 52 | 38 | +14  |
| 6    | Trujillanos FC        | 54  | 34 | 13 | 15 | 6  | 53 | 34 | +19  |
| 7    | Tucanes de AmazonasP  | 50  | 34 | 13 | 11 | 10 | 44 | 37 | +7   |
| 8    | Carabobo FCP          | 49  | 34 | 14 | 7  | 13 | 47 | 42 | +5   |
| 9    | Atlético Venezuela    | 47  | 34 | 11 | 14 | 9  | 32 | 39 | -7   |
| 10   | Aragua FC             | 43  | 34 | 11 | 10 | 13 | 39 | 39 | 0    |
| 11   | Club Deportivo Lara   | 39  | 34 | 9  | 12 | 13 | 38 | 40 | -2   |
| 12   | Deportivo La Guaira   | 37  | 34 | 8  | 13 | 13 | 27 | 38 | -11  |
| 13   | Deportivo Petare      | 35  | 34 | 7  | 14 | 13 | 28 | 39 | -11  |
| 14   | Zulia FC              | 34  | 34 | 8  | 10 | 16 | 34 | 52 | -18  |
| 15   | Llaneros FC           | 31  | 34 | 8  | 7  | 19 | 37 | 56 | -19  |
| 16   | Estudiantes de Mérida | 31  | 34 | 6  | 13 | 15 | 37 | 60 | -23  |
| 17   | Atlético El Vigía     | 24  | 34 | 7  | 3  | 24 | 36 | 71 | -35  |
| 18   | Yaracuyanos FC        | 16  | 34 | 3  | 7  | 24 | 29 | 63 | -34  |

|  | Qualification pour la Copa Libertadores 2015                                  |
|  | Qualification pour la Copa Sudamericana 2014                                  |
|  | Qualification pour les barrages pré-Copa Sudamericana                         |
|  | Relégation directe en Segunda A                                               |
|  | T : Tenant du titre C : Vainqueur de la Copa Venezuela P : Promu de Segunda A |

#### Finale pour le titre
| Équipe 1  | Résultat | Équipe 2           | Aller | Retour |
| --------- | -------- | ------------------ | ----- | ------ |
| Zamora FC | 4 - 3    | Mineros de Guayana | 4 - 1 | 0 - 2  |

#### Barrages pré-Copa Sudamericana
Les huit clubs engagés en barrages se disputent les deux places au sein d'un tableau à élimination directe par matchs aller-retour.
|  | Demi-finales       | Demi-finales   | Demi-finales |           |   | Finale | Finale | Finale |  |  |  |  |  |  |  |
|  |                    |                |              |           |   |        |        |        |  |  |  |  |  |  |  |
|  |                    |                |              |           |   |        |        |        |  |  |  |  |  |  |  |
|  |                    |                |              |           |   |        |        |        |  |  |  |  |  |  |  |
|  | Aragua FC          | 1              | 1            |           |   |        |        |        |  |  |  |  |  |  |  |
|  | Aragua FC          | 1              | 1            |           |   |        |        |        |  |  |  |  |  |  |  |
|  | Atlético Venezuela | 0              | 1            |           |   |        |        |        |  |  |  |  |  |  |  |
|  | Atlético Venezuela | 0              | 1            | Aragua FC | 0 | 1      |        |        |  |  |  |  |  |  |  |
|  |                    |                |              |           | 0 | 1      |        |        |  |  |  |  |  |  |  |
|  |                    | Trujillanos FC | 0            | 6         |   |        |        |        |  |  |  |  |  |  |  |
|  | Deportivo Petare   | Trujillanos FC | 0            | 6         | 0 | 0      |        |        |  |  |  |  |  |  |  |
|  | Deportivo Petare   |                |              |           | 0 | 0      |        |        |  |  |  |  |  |  |  |
|  | Trujillanos FC     | 2              | 5            |           |   |        |        |        |  |  |  |  |  |  |  |

|  | Demi-finales        | Demi-finales | Demi-finales |                         |   | Finale | Finale | Finale |  |  |  |  |  |  |  |
|  |                     |              |              |                         |   |        |        |        |  |  |  |  |  |  |  |
|  |                     |              |              |                         |   |        |        |        |  |  |  |  |  |  |  |
|  |                     |              |              |                         |   |        |        |        |  |  |  |  |  |  |  |
|  | Deportivo La Guaira | 3            | 0            |                         |   |        |        |        |  |  |  |  |  |  |  |
|  | Deportivo La Guaira | 3            | 0            |                         |   |        |        |        |  |  |  |  |  |  |  |
|  | Tucanes de Amazonas | 1            | 1            |                         |   |        |        |        |  |  |  |  |  |  |  |
|  | Tucanes de Amazonas | 1            | 1            | Deportivo La Guaira tab | 0 | 0 (4)  |        |        |  |  |  |  |  |  |  |
|  |                     |              |              |                         | 0 | 0 (4)  |        |        |  |  |  |  |  |  |  |
|  |                     | Carabobo FC  | 0            | 0 (3)                   |   |        |        |        |  |  |  |  |  |  |  |
|  | Club Deportivo Lara | Carabobo FC  | 0            | 0 (3)                   | 1 | 0      |        |        |  |  |  |  |  |  |  |
|  | Club Deportivo Lara |              |              |                         | 1 | 0      |        |        |  |  |  |  |  |  |  |
|  | Carabobo FC         | 0            | 3            |                         |   |        |        |        |  |  |  |  |  |  |  |

## Bilan de la saison
| Championnat du Venezuela de football 2013-2014 |                         |
| Champion                                       | Zamora FC (2e titre)    |
| Coupes et trophées                             |                         |
| Vainqueur de la Coupe du Venezuela 2013-2014   | Caracas FC              |
| Qualifications continentales                   |                         |
| Copa Libertadores 2015                         | Zamora FC               |
| Copa Libertadores 2015                         | Mineros de Guayana      |
| Copa Libertadores 2015                         | Deportivo Táchira       |
| Copa Sudamericana 2014                         | Caracas FC              |
| Copa Sudamericana 2014                         | Deportivo Anzoátegui    |
| Copa Sudamericana 2014                         | Trujillanos FC          |
| Copa Sudamericana 2014                         | Deportivo La Guaira     |
| Promotions et relégations                      |                         |
| Promus en Primera División                     | Portuguesa FC           |
| Promus en Primera División                     | Metropolitanos FC       |
| Relégués en Segunda A                          | Atlético El Vigía       |
| Relégués en Segunda A                          | Yaracuyanos Fútbol Club |